# 션진

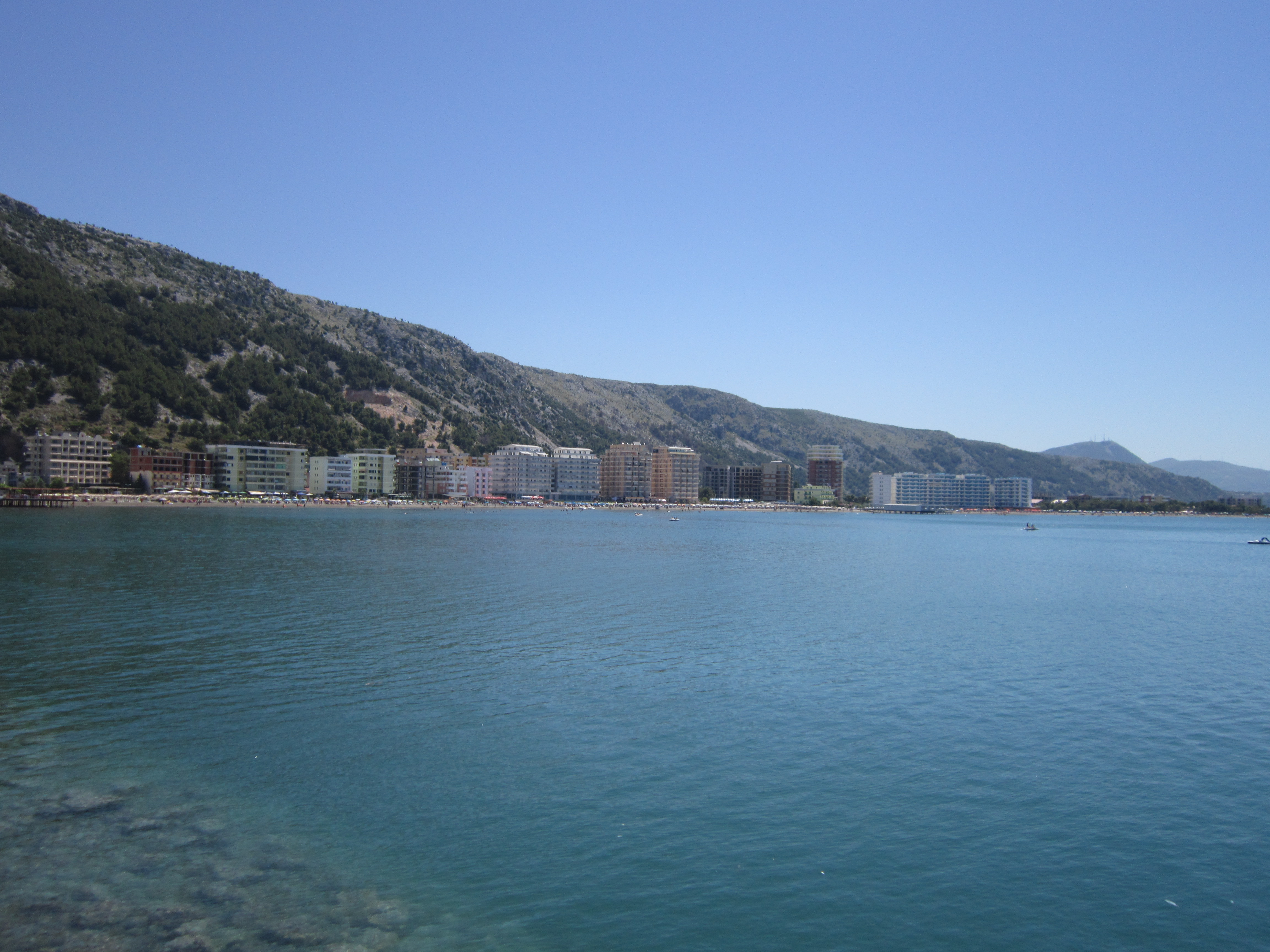
션진

션진(알바니아어: Shëngjin, 알바니아어로 "성 요한"이라는 뜻, 튀르키예어: Şingin, 이탈리아어: San Giovanni di Medua)은 알바니아 북서부의 레저주에 위치한 해안 마을이다. 2015년 지방 정부는 레저 행정 단위에 편입시켰다.
2011년 기준 션진의 인구는 8,091명이였다. 션진은 현재 성장하고 있는 관광지로, 바닷가와 리조트 시설로 유명하다. 션진은 레저 지구의 주요 도시들 중 하나로, 션진 항이 자리잡고 있다.